# NGC 2988
NGC 2988 est une galaxie spirale barrée située dans la constellation du Lion. NGC 2988 a été découverte par l'astronome irlandais R. J. Mitchell  en 1855.

## Caractéristiques
Sa vitesse par rapport au fond diffus cosmologique est de 7 955 ± 51 km/s, ce qui correspond à une distance de Hubble de 117,3 ± 8,6 Mpc (∼383 millions d'al).

## Paire de galaxies en interaction
Les distances de NGC 2988 et de NGC 2991 sont semblables, 106 Mpc et 104 Mpc. Elles sont donc suffisamment rapprochées pour constituer une paire physique de galaxies. D'ailleurs, la légère déformation de NGC 2988 au nord-est suggère qu'elles se sont suffisamment rapprochées à un certain moment pour interagir gravitationnellement.